# Rockleigh
Rockleigh és una població dels Estats Units a l'estat de Nova Jersey. Segons el cens del 2008 tenia 388 habitants.

## Demografia
Segons el cens del 2000, Rockleigh tenia 391 habitants, 74 habitatges, i 58 famílies. La densitat de població era de 155,6 habitants/km².
Dels 74 habitatges en un 37,8% hi vivien nens de menys de 18 anys, en un 67,6% hi vivien parelles casades, en un 8,1% dones solteres, i en un 21,6% no eren unitats familiars. En el 10,8% dels habitatges hi vivien persones soles el 6,8% de les quals corresponia a persones de 65 anys o més que vivien soles. El nombre mitjà de persones vivint en cada habitatge era de 3,04 i el nombre mitjà de persones que vivien en cada família era de 3,4.
Per edats la població es repartia de la següent manera: un 26,3% tenia menys de 18 anys, un 4,6% entre 18 i 24, un 15,6% entre 25 i 44, un 21,5% de 45 a 60 i un 32% 65 anys o més.
L'edat mediana era de 49 anys. Per cada 100 dones de 18 o més anys hi havia 68,4 homes.
La renda mediana per habitatge era de 152.262 $ i la renda mediana per família de 157.816 $. Els homes tenien una renda mediana de 100.000 $ mentre que les dones 66.250 $. La renda per capita de la població era de 48.935 $. Cap de les famílies i el 23,1% de la població estaven per davall del llindar de pobresa.

## Poblacions més properes
El següent diagrama mostra les poblacions més properes.